# Metleucauge chikunii
Metleucauge chikunii là một loài nhện trong họ Tetragnathidae.
Loài này thuộc chi Metleucauge. Metleucauge chikunii được miêu tả năm 1992 bởi Tanikawa.